# Tukotuko drobny
Tukotuko drobny (Ctenomys minutus) – gatunek gryzonia z rodziny tukotukowatych (Ctenomyidae). Występuje w Ameryce Południowej, gdzie odgrywa ważną rolę ekologiczną. Siedliska tukotuko drobnego położone są na przybrzeżnych równinach brazylijskich stanów Rio Grande do Sul, Santa Catarina i Mato Grosso, a także w pojedynczej lokalizacji boliwijskiego departamentu Santa Cruz. W Boliwii siedlisko jest pokryte suchą, karłowatą roślinnością. Gryzoń mieszka w płytkich norach i wiedzie stadne życie w koloniach.